# Atletismo nos Jogos Pan-Americanos de 1991 - 10000 m masculino
A prova dos 10000 m masculino nos Jogos Pan-Americanos de 1991 foi realizada em Havana, Cuba.

## Medalhistas
| Ouro                     | Prata                    | Bronze                      |
| Martín Pitayo MEX México | Ángel Rodríguez CUB Cuba | Juan Jesús Linares CUB Cuba |

### Final
| Posição           | Nome                 | Nacionalidade      | Tempo    | Notas |
| ----------------- | -------------------- | ------------------ | -------- | ----- |
| Medalha de ouro   | Martín Pitayo        | MEX México         | 29:45.49 |       |
| Medalha de prata  | Ángel Rodríguez      | CUB Cuba           | 29:54.41 |       |
| Medalha de bronze | Juan Jesús Linares   | CUB Cuba           | 30:09.58 |       |
| 4                 | José Antonio Morales | GUA Guatemala      | 30:14.90 |       |
| 5                 | Bo Reed              | USA Estados Unidos | 30:36.04 |       |
| 6                 | Gerardo Alcalá       | MEX México         | 30:49.54 |       |
| 7                 | José Luis Molina     | CRC Costa Rica     | 31:03.83 |       |
| 8                 | Policarpio Calizaya  | BOL Bolívia        | 31:17.94 |       |
| 9                 | Jeff Cannada         | USA Estados Unidos | 32:01.37 | [ 2 ] |